# 乔瓦尼·利昂纳
乔瓦尼·利昂纳（義大利語：Giovanni Leone，義大利語發音：[ʤoˈvanni leˈoːne]；1908年11月3日—2001年11月9日） 意大利政治家。两次担任意大利总理(1963年、1968年)。1971年到1978年任第六任意大利总统。他是意大利著名刑法学家，曾任国际刑法协会意大利小组主席。

## 生平
利昂纳生于那不勒斯。他的父亲是律师，是那不勒斯意大利人民党(天主教民主党前身)创始人之一。乔瓦尼1929年获得法律和政治、社会科学博士学位后，先后在巴里、那不勒斯、罗马、墨西拿和巴黎的大学担任教授。第二次世界大战期间，曾在军事法庭中工作。
1943年利昂纳加入天主教民主党，1946年当选为意大利制宪会议议员。作为党内右翼成员，1948年当选为下议院议员和下议院副议长。1955年5月，原下议院议长乔瓦尼·格隆基当选为共和国总统后，利昂钠被选为下议院议长。1958年和1963年4月两次重新当选为下议院议长。任内为革新议会规则，为选举最高司法委员会作出贡献。
1963年6月21日利昂纳担任总理，组成清一色的天主教民主党过渡政府。六个月后因得不到其他政党的支持尔下台。1967年8月利昂纳由于在社会和科学领域内的杰出贡献被任命为终身参议员。1968年6月24日至12月12日再次的6个月的总理。
1971年获得议会996张选票中的518票(其中包括意大利法西斯主义的社会运动党选票)，当选意大利总统，1978年6月15日因涉嫌参与了洛克希德贿赂丑闻，被迫辞去总统职务。随后再次被任命为终身参议员。2001年去世。
利昂纳1949年同卡塞尔塔最有声望之一的米基托家的小姐维多莉娅结婚，生有三个孩子。他的著作有40多种，主要有两卷集《刑事诉讼法基本原则》和三卷集《刑事诉讼法条约》。